# Onychipodia flavithorax
Onychipodia flavithorax là một loài bướm đêm thuộc phân họ Arctiinae, họ Erebidae.